# Танець життя
Танець життя (норв. Livets dans) — картина норвезького художника-експресіоніста Едварда Мунка, написана в 1899 - 1900 роках. Центральний твір в циклі «Фриз життя: поема про кохання, життя і смерть». З 1910 року знаходиться у Національній галереї в Осло. 

## Опис
На картині зображене літнє свято: юнаки та дівчата танцюють парами на березі моря в місячну ніч (на картині впізнається реальне місце в Осґорстранні, де регулярно влаштовувалися танці). Серед святкуючих виділяються три жіночі постаті в сукнях символічних кольорів — білому, червоному і чорному. Дівчина в білому стоїть зліва, віддалік від тих, що танцюють, її рука тягнеться до квітки на високому стеблі. Жінка в червоному танцює з чоловіком, якому художник надав власні риси: вони зображені в самому центрі картини. Жінка в чорному стоїть біля правого краю картини: у неї, як і у дівчини в білому, нема партнера, і вона ревниво дивиться на танцюючих. Сюжетно така композиція перегукується з іншою картиною Мунка — «Трьома віками жінки» (відомої також як «Сфінкс»), якій в первинному варіанті «Фризу життя» призначалося місце, згодом зайняте «Танцем життя»: жінка на ній зображена в трьох іпостасях — як юна «незаймана» в білому, спокуслива оголена красуня і скорботна бліда фігура в траурному вбранні.